# Marechiaro (film)
Marechiaro è un film italiano del 1949 diretto da Giorgio Ferroni, ispirato all'omonima canzone napoletana.

## Trama
Luca è ancora un bambino quando, in procinto di annegare, viene salvato da una famiglia di Posillipo che lo adotta. Qualche anno dopo, essendo stato allontanato dall'amichetta del cuore Silvana, parte per diventare marinaio. Divenuto poi adulto, Luca ritorna in Italia e va in cerca di Silvana, che egli ama da sempre, ma la ritrova in procinto di sposarsi con un conte squattrinato.
Silvana, dopo un iniziale disinteresse, si innamora di Luca, ma questi viene concupito anche dalla matrigna della ragazza, Susy, un'olandese giovane e subdola che non esita a farlo cedere alle proprie avance. Il marinaio, dopo un momento iniziale di infatuazione, interrompe la relazione con la matrigna riaffermando il suo amore per Silvana, con la quale nel frattempo ha già progettato di scappare.
Susy, che non vuole rinunciare a Luca, organizza un incontro per convincerlo a fuggire con lei, ricevendo però l'ennesimo rifiuto. Subito dopo, la donna viene ritrovata morta, e Luca è incolpato del delitto. Durante il processo, dove il giovane rischia di essere condannato, il vero colpevole confessa di aver ucciso Susy prima che lei, armata di pistola, potesse sparare a Luca che non si era accorto di nulla. Assolto, Luca può sposare la sua Silvana.

## Produzione
Il film è ascrivibile al filone dei melodrammi sentimentali comunemente detto strappalacrime (poi ribattezzato dalla critica con il termine neorealismo d'appendice), allora molto in voga tra il pubblico italiano.
Venne iscritto al Pubblico registro cinematografico con il n. 783. Presentato alla Commissione di Revisione Cinematografica, presieduta da Nicola De Pirro, il 13 settembre 1949, ottenne il visto censura n. 6.448 del 28 settembre 1949 con una lunghezza accertata della pellicola di 2.334 metri, senza alcun taglio.
Nelle sequenze canore la Pampanini canta con la propria voce, come esplicitamente dichiarato nei titoli di testa.

## Accoglienza
La pellicola incassò 81.250.000 lire dell'epoca.

## Colonna sonora
- Marechiaro, di Francesco Paolo Tosti e Salvatore Di Giacomo
- Povero ammore mio, di Tito Manlio e Nino Oliviero
- Donatemi un fiore, di Antonio Valli
- Non conosci Napoli, di Tito Manlio e Nino Oliviero
- Napule ca nun more, di Tito Manlio e Giuseppe Bonavolontà

## Altri tecnici
- Aiuto regista: Armando Grottini e Rodolfo Sonego
- Assistente regista: Mario Monicelli
- Direttore di produzione: Franco Misiano
- Ispettore di produzione: Pasquale Misiano